# Clément Faugier
Clément Faugier, né le 9 août 1861 à Privas (France), où il est mort le 25 avril 1941, est un industriel et un homme politique français.

## Biographie

### Enfance et jeunesse
Charles Marie Clément Faugier est né en 1861 à Privas. Il perd son père dès l'âge de deux ans. Bon élève, mais sans moyens financiers, il ne peut pas continuer ses études. À 21 ans il est agent dans l'administration des Ponts et Chaussées et aide sa mère, qui gère une librairie à Privas.

### Créateur d'entreprise
Il a fondé la société de produits alimentaires Clément Faugier, spécialisée dans les recettes à base de châtaigne.
En 1882, alors que la pébrine décime les populations de vers à soie et cause l'effondrement de l'économie ardéchoise, qui reposait en grande partie sur la sériciculture, il fonde la Société des marrons glacés de l'Ardèche Clément Faugier, Sérardy et compagnie.
En 1885, l'entreprise produit les premiers lots de crème de marrons de l'Ardèche.

## Vie familiale et engagement politique
Marié avec Blanche Léonie Comte, il sera le père de cinq enfants dont un mort en bas âge.
Il a également été maire de la ville de Privas de 1924 à 1935 avec comme étiquette politique la droite républicaine.
Catholique, il était chevalier de l'Ordre de Saint-Grégoire-le-Grand.

## Distinctions
- Chevalier de l'ordre de Saint-Grégoire-le-Grand